# Neu Buchhorst
Neu Buchhorst ist ein Wohnplatz der Stadt Erkner im Landkreis Oder-Spree Brandenburg.

## Name
Als Buchhorst wurde ursprünglich die Anhöhe zwischen Dämeritzsee, Spree und Bretterschem Graben bezeichnet. Die ursprüngliche Siedlung wurde auf diesem Buchhorst angelegt. Später zogen die Kolonisten jedoch in ein gerodetes Waldgebiet südlich von Erkner, dass damals Erknerscher Winkel genannt wurde. In Abgrenzung zum "alten" Buchhorst, erhielt die Siedlung nun den Namen Neu Buchhorst. Eine Verbindung zu Alt Buchhorst, welches ebenfalls in der Rüdersdorfer Heide liegt, besteht nicht.

## Geografische Lage
Der Wohnplatz grenzt im Süden unmittelbar an das Stadtzentrum von Erkner. Westlich liegt – durch den Bretterschen Graben voneinander getrennt – der Wohnplatz Neuseeland, östlich – durch den Karutzsee voneinander getrennt – der Wohnplatz Karutzhöhe. Im Süden befindet sich der weitere Wohnplatz Schönschornstein. Die Wohnbebauung konzentriert sich um die Zittauer Straße, die von Süden kommend in nördlicher Richtung ins Stadtzentrum führt.

## Geschichte

### Der Pfälzer Buchhorst
Im Jahr 1749 gab es den Plan, drei oder vier Kolonisten auf dem Buchorst bey dem Erckner, auf dem Wull- und Buchhorst anzusiedeln. Dieser Plan war erfolgreich, denn bereits im Folgejahr lebten dort drei Familien aus Zweibrücken in dem Etablissement. Zwei besaßen je 62 Morgen (Mg) Acker und 16 Mg Wiese, dem Dorfschulzen standen 77 Mg Acker und 19 Mg Wiese zu. Diese drei Familien wurden im Jahr 1773 als Erbzinsleute geführt, die auf dem Faltzerbuchhorst lebten und arbeiteten. 

### Der Neue Buchhorst
Die Kolonie Neu Buchhorst war zu Beginn eine Streusiedlung, die zwischen der Poststraße im Osten, dem Karutzsee im Süden und dem Bretterschen Graben im Westen einen Kilometer südlich von Erkner lag. Zwei der drei Familien, die Kolonisten Merzbach und Keller, vergrößerten ihren Besitz, indem sie die Flächen des „großen Wuhlhorstes“ hinzupachteten. Im Jahr 1786 vernichtete eine Seuche annähernd den gesamten Viehbestand. Die Kolonisten erhielten als Ausgleich eine finanzielle Unterstützung durch die kurmärkische Kammer. Im Jahr 1798 hatte sich als Bezeichnung Neu-Buchhorst etabliert. Dort lebten mittlerweile insgesamt 20 Personen: der Setzschulze, zwei Büdner, ein Altsitzer und ein Hirt, die in Summe vier Feuerstellen (= Haushalte) betrieben. Bis 1801 war die Anzahl auf 34 Personen angestiegen. Neu-Buchhorst war eine Erbzinskolonie des Amtes Rüdersdorf mit vier Büdnern und einem Einlieger sowie nach wie vor vier Feuerstellen. Die Bevölkerungsanzahl sank zunächst im Jahr 1817 auf 23 Personen, stieg aber 1840 auf 89 Personen an. Diese lebten in mittlerweile acht Wohnhäusern. Der Kolonist Keller verkaufte Anfang des 19. Jahrhunderts seinen Hof an den Ökonomen Thiede. Weitere 3 Mg 90 Quadratruten seines Landes gingen an den ehemaligen Posthalter Korke. Zuvor hatte er – offenbar erfolglos – um die Überlassung des Sonnenluchs gebeten. Die Kolonie wurde erneut im Jahr 1860 erwähnt. Sie bestand aus acht einzelnen Gehöften, darunter ein Wohnhaus am Karutzsee und gehörte mit ihren mittlerweile 121 Personen (1858) zum I. Heidedisktrikt der Rüdersdorfer Heide, dass ab 1888 Erkner genannt wurde. In Neu Buchhorst standen ein öffentliches, 13 Wohn- und 19 Wirtschaftsgebäude. Der Schulze war Carl Wilhelm Discher, dessen Wohn- und Wirtschaftsgebäude geschätzt wurden. Zu dieser Zeit wurde über einen Friedhof nachgedacht, der in Neu Buchhorst angelegt und auf dem Bestattungen für den gesamten Heidedistrikt vorgenommen werden sollten. Außerdem kam es zu einem Rezess zwischen dem Preußischen Staat und den Einwohnern von Neu Buchhorst. Ihnen wurde das Recht entzogen, im Forstrevier Rüdersdorf Holz zu schlagen und erhielten hierfür vom Staat eine Entschädigung. Ab 1880 wurde Neu Buchhorst von der Kreischaussee zwischen Neu Zittau und Erkner durchquert, die heute den Namen Neu Zittauer Straße trägt.

### Ein Teil von Erkner
Um die Jahrhundertwende wurde der Kurpark angelegt. Er lag südlich von Erkner zwischen den Gleisen und Neu Buchhorst und wurde im Süden vom Karutzsee begrenzt. In den 1930er Jahren begann die Bebauung entlang der Chaussee nach Neu Zittau. Ab 1974 entstand östlich von Neu Buchhorst eine Großwohnsiedlung.